# Jiří Syllaba
Jiří Syllaba (8. března 1902 Praha – 17. května 1997 Praha) byl český lékař.

## Život
Narodil se 8. března 1902 v Praze. Jeho otec Ladislav Syllaba byl po vzniku Československa osobním lékařem prezidenta Tomáše Garriguea Masaryka.
Po absolvování klasického gymnázia vystudoval lékařskou fakultu Univerzity Karlovy (promoce v roce 1926). V roce 1928 strávil rok v Cambridge u profesora Barcrofta, nominovaného na Nobelovu cenu za Fyziologii. Po úmrtí svého otce Ladislava Syllaby se stal asistentem u profesora Pelnáře na II. interní klinice.
Roku 1944 byl zatčen gestapem za působení v odbojové skupině „Národ“. Po věznění na Pankráci byl převezen do věznice pražského gestapa v Malé pevnosti Terezín. Na konci války vypukla v Terezíně epidemie skvrnitého tyfu. Syllaba hrdinně pomáhal tuto epidemii zlikvidovat.
V květnu 1945 byl jmenován přednostou interního oddělení Vinohradské nemocnice, kde přednášel na Lékařské fakultě hygienické Univerzity Karlovy. Dnes nese jeho jméno velká posluchárna fakulty.
V roce 1957 se stal členem Sboru internistů při ministerstvu zdravotnictví s funkcí hlavního internisty. V roce 1969 se stal členem Vědecké rady ministerstva zdravotnictví. V roce 1996 byl pasován na rytíře českého lékařského stavu.
Po celý svůj život byl oddaným svobodným zednářem. Po pádu komunismu se zasloužil o obnovení zednářské činnosti a stal se velmistrem řádu.
Je také autorem sbírky básní, výtvarníkem a autorem memoárů.
Po boku mu stála jeho druhá choť MUDr. Božena Syllabová, rozená Slámová, klinická asistentka porodnické a gynekologické kliniky prof. MUDr. Antonína Ostrčila.
Zemřel v Praze 17. května 1997 ve věku 95 let. Byl pohřben na Vinohradském hřbitově.